# Portal Suba
El Portal Suba, inaugurado en el año 2006, es una de las estaciones de cabecera o terminales de TransMilenio, el sistema de transporte masivo de Bogotá.

## Ubicación
El portal está ubicado en el sector noroccidental de la ciudad, más específicamente sobre la Avenida Suba con Avenida Ciudad de Cali.
Atiende la demanda de los barrios Almendros Norte, El Poa, El Pinar, Tibabuyes, Turingia, Lombardía, Pinos de Lombardía y sus alrededores.
En las cercanías están el centro comercial Plaza Imperial, el Centro Comercial Fiesta Suba, el almacén éxito Suba, el Parque El Poa, el Parque Turingia y el Parque Las Flores.

## Origen del nombre
La estación recibe su nombre al ser la estación de cabecera de la línea Suba, y por ser el único Portal de TransMilenio construido enteramente dentro de la localidad de Suba. Además, está construido cerca de lo que fue el pueblo de Suba, hoy corazón de la localidad del mismo nombre.

## Historia
La estación comenzó a funcionar el 29 de abril de 2006, después de varios meses de retraso, sobre todo en las zonas del intercambiador de la Avenida Suba / Avenida NQS / Calle 80 / Calle 170 y en el Alto de la Virgen.
Durante el Paro nacional de 2019, el portal y el SuperCADE anexo sufrieron diversos ataques que afectaron de forma considerable los accesos peatonales y demás infraestructura de la estación, razón por la cual no estuvo operativo el acceso peatonal por algunos días luego de lo ocurrido.

## Servicios del portal

### Rutas troncales
| Tipo                                                    | Rutas al Norte | Rutas al Oriente | Rutas al Occidente | Rutas al Sur |
| ------------------------------------------------------- | -------------- | ---------------- | ------------------ | ------------ |
| Ruta fácil                                              |                |                  |                    | 7            |
| Expresos todos los días todo el día                     |                |                  |                    | H15 L25      |
| Expresos lunes a sábado todo el día                     |                |                  | F19                |              |
| Expresos lunes a viernes todo el día                    |                |                  |                    | H17          |
| Expresos lunes a viernes hora pico de la mañana y tarde |                |                  |                    | G30          |
| Expresos lunes a viernes hora pico de la mañana         | B50            | J73              |                    |              |
| Expresos sábados de 5:00 a. m. a 3:00 p. m.             |                |                  |                    | G30H17       |
| Rutas que finalizan recorrido                           |                |                  |                    |              |
| Ruta fácil                                              | 7              | 7                | 7                  | 7            |
| Expresos todos los días todo el día                     | C15 C25        | C15 C25          | C15 C25            | C15 C25      |
| Expresos lunes a sábado todo el día                     | C19            | C19              | C19                | C19          |
| Expresos lunes a viernes todo el día                    | C17            | C17              | C17                | C17          |
| Expresos lunes a viernes hora pico de la mañana y tarde | C30            | C30              | C30                | C30          |
| Expresos lunes a viernes hora pico de la tarde          | C50 C73        | C50 C73          | C50 C73            | C50 C73      |
| Expresos sábados de 4:00 a. m. a 3:00 p. m.             | C17            | C17              | C17                | C17          |
| Expresos sábados de 5:00 a. m. a 3:00 p. m.             | C30            | C30              | C30                | C30          |

### Esquema
| ← Norte               |                       |                       |                       |       |                       |                       |                       |                       |
| G30                   | Llegada Troncales     | H17                   |                       | Túnel |                       | Llegada Troncales     | L25                   | B50                   |
|                       |                       |                       |                       | Túnel | Plataforma 2          |                       |                       |                       |
| 11-1011-2C104         | 11-311-4              | 11-5                  | 11-6                  | Túnel |                       | 11-7                  | 11-8                  | 11-9                  |
| ← Norte               | ← Norte               | ← Norte               |                       | Túnel | ← Norte               | ← Norte               | ← Norte               | ← Norte               |
|                       |                       |                       |                       | Túnel |                       |                       |                       |                       |
| Sur →                 | Sur →                 | Sur →                 | Sur →                 | Túnel | Sur →                 | Sur →                 | Sur →                 | Sur →                 |
| Llegada Alimentadores | Llegada Alimentadores | Llegada Alimentadores | Llegada Alimentadores | Túnel | Llegada Alimentadores | Llegada Alimentadores | Llegada Alimentadores | Llegada Alimentadores |
|                       |                       |                       |                       | Túnel | Plataforma 1          |                       |                       |                       |
| F19                   | Llegada Troncales     | J73                   |                       | Túnel |                       | Llegada Troncales     | 7                     | H15                   |
| Sur →                 | Sur →                 | Sur →                 | Sur →                 | Túnel | Sur →                 | Sur →                 | Sur →                 | Sur →                 |
|                       |                       | Avenida Suba          |                       |       |                       |                       |                       |                       |

### Servicios alimentadores

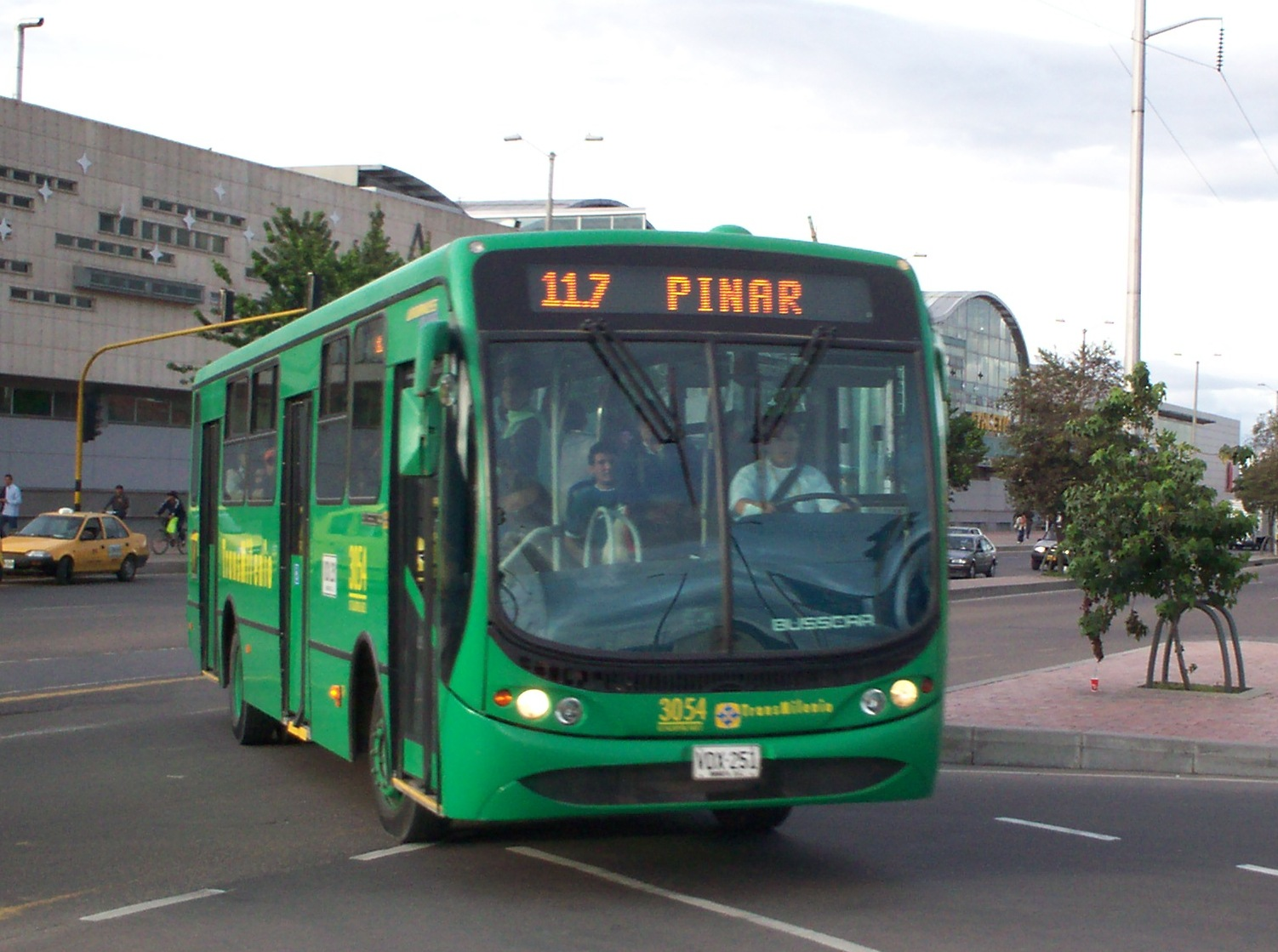
Bus alimentador entrando en el Portal Suba.

Asimismo funcionan las siguientes rutas alimentadoras:
- 11-2 circular al barrio San Andrés
- 11-3 circular al barrio Villa María
- 11-4 circular al barrio Aures
- 11-5 circular al sector de la Avenida Cali
- 11-6 circular al barrio Las Mercedes
- 11-7 circular al barrio El Pinar
- 11-8 circular al barrio La Gaitana
- 11-9 circular al barrio Lisboa
- 11-10 circular al barrio Bilbao

### Servicios urbanos
Así mismo funciona la siguiente ruta urbana:
- C104 circular al barrio Suba Compartir

Así mismo funcionan las siguientes rutas urbanas del SITP en los costados externos a la estación, circulando por los carriles de tráfico mixto sobre la Avenida Suba y Avenida Ciudad de Cali, con posibilidad de trasbordo usando la tarjeta TuLlave:
| Código                          | Sector                | Dirección           | Rutas                                                         |
| ------------------------------- | --------------------- | ------------------- | ------------------------------------------------------------- |
| Sobre la avenida Ciudad de Cali |                       |                     |                                                               |
| 586A03                          | C Portal Suba         | Av. Cali - Av. Suba | B130B905C159 94 P49 T55                                       |
| 579A03                          | C C.C. Plaza Imperial | Av. Cali - Av. Suba | C110C130K905 94 P49                                           |
| Sobre la avenida Suba           |                       |                     |                                                               |
| 547A03                          | C Portal Suba         | Av. Suba - KR 103C  | C109C116C117C124C129C138C144C151C156C159 599 E17 T13 T55 T795 |
| 579A03                          | C El Poa              | Av. Suba - KR 103B  | A124A129A151B109B138G156H116 T795                             |

## Servicios intermunicipales
En la parte exterior del Portal Suba hay un Paradero de Transporte Satélite desde donde salen buses intermunicipales con destino a los municipios de Cota y Chía.

## Ubicación geográfica
| Noroeste: Suba                   | Norte: Suba      | Nordeste: Suba     |
| Oeste: C Pretroncal Avenida Suba |                  | Este: C La Campiña |
| Suroeste: Suba                   | Sur: D Portal 80 | Sureste: Suba      |